# Jan Philipp Burgard

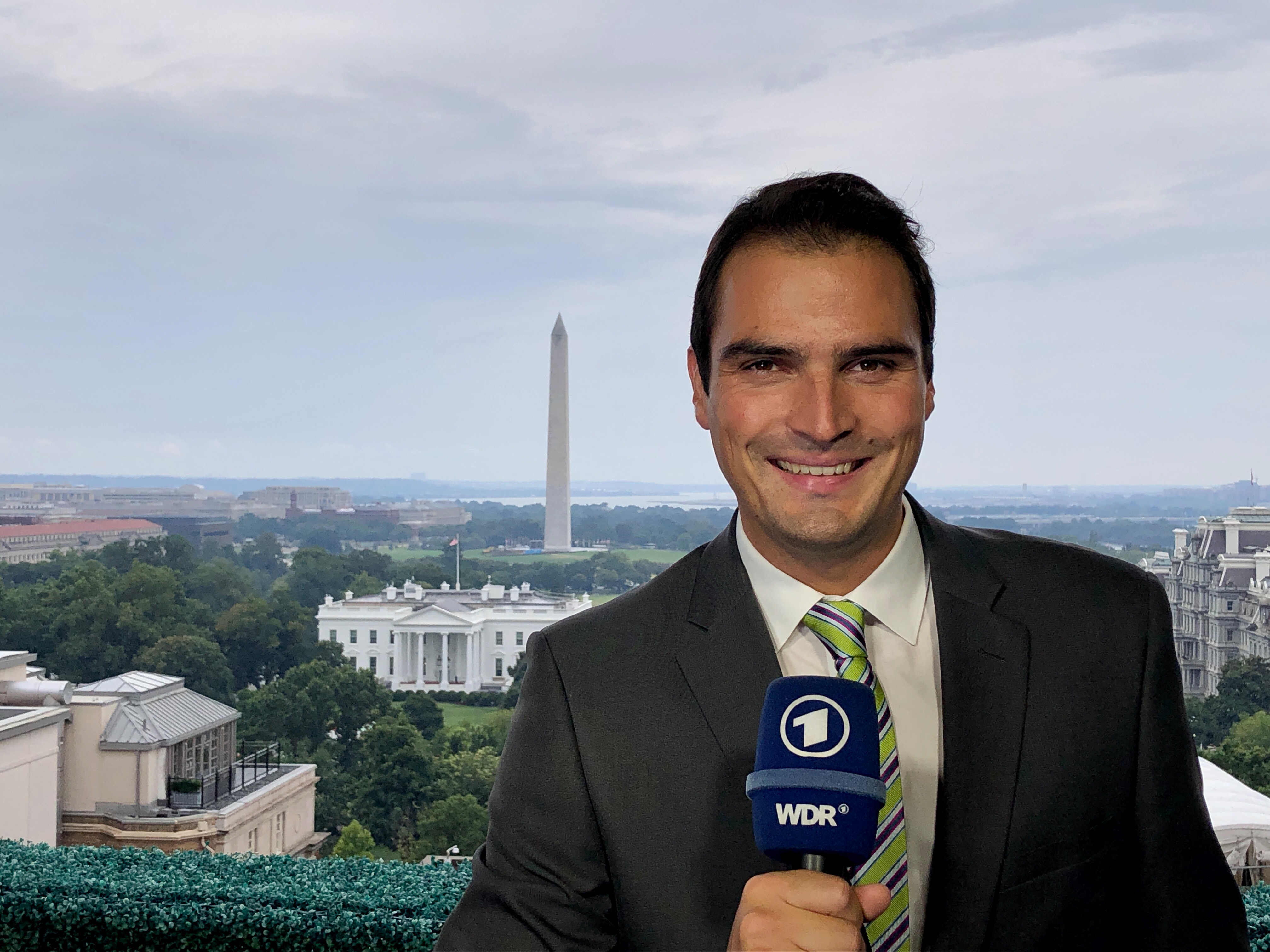
Jan Philipp Burgard (2019)

Jan Philipp Burgard (* 1985 in Iserlohn) ist ein deutscher Fernsehjournalist, Moderator und Buchautor. Von Januar 2017 bis April 2021 war er USA-Korrespondent und zeitweilig stellvertretender Leiter des ARD-Studios in Washington. Seit April 2021 ist er Mitglied der Chefredaktion und seit Anfang 2025 Chefredakteur der Welt.

## Leben

### Berufliche Laufbahn
Burgard schrieb während seiner Schulzeit für die Lokalzeitung seiner Heimatstadt, den Iserlohner Kreisanzeiger. Ab 2004 studierte er Politikwissenschaft, Neuere Geschichte und Öffentliches Recht an der Rheinischen Friedrich-Wilhelms-Universität in Bonn und an der Sorbonne in Paris. Während des Studiums schrieb er für Zeitungen und Magazine wie den Bonner General-Anzeiger, das Handelsblatt, Focus, Die Welt und Die Zeit.
Als Producer im ARD-Studio Washington beobachtete Burgard 2008 den politischen Aufstieg von Barack Obama und verfasste seine Dissertation über dessen „Jahrhundertwahlkampf“. Er wurde 2011 promoviert. Nach Stationen bei den ARD-Tagesthemen und als Reporter für den NDR und das ZDF wurde er persönlicher Referent des WDR-Intendanten Tom Buhrow. In der Funktion verantwortete er unter anderem den Innovationsetat. 2016 wechselte er in die Kölner Redaktion der Tagesschau. Dort berichtete Burgard über Inlandsthemen und live über internationale Nachrichtenereignisse wie die Terroranschläge in Brüssel und die US-Präsidentschaftswahl 2016.

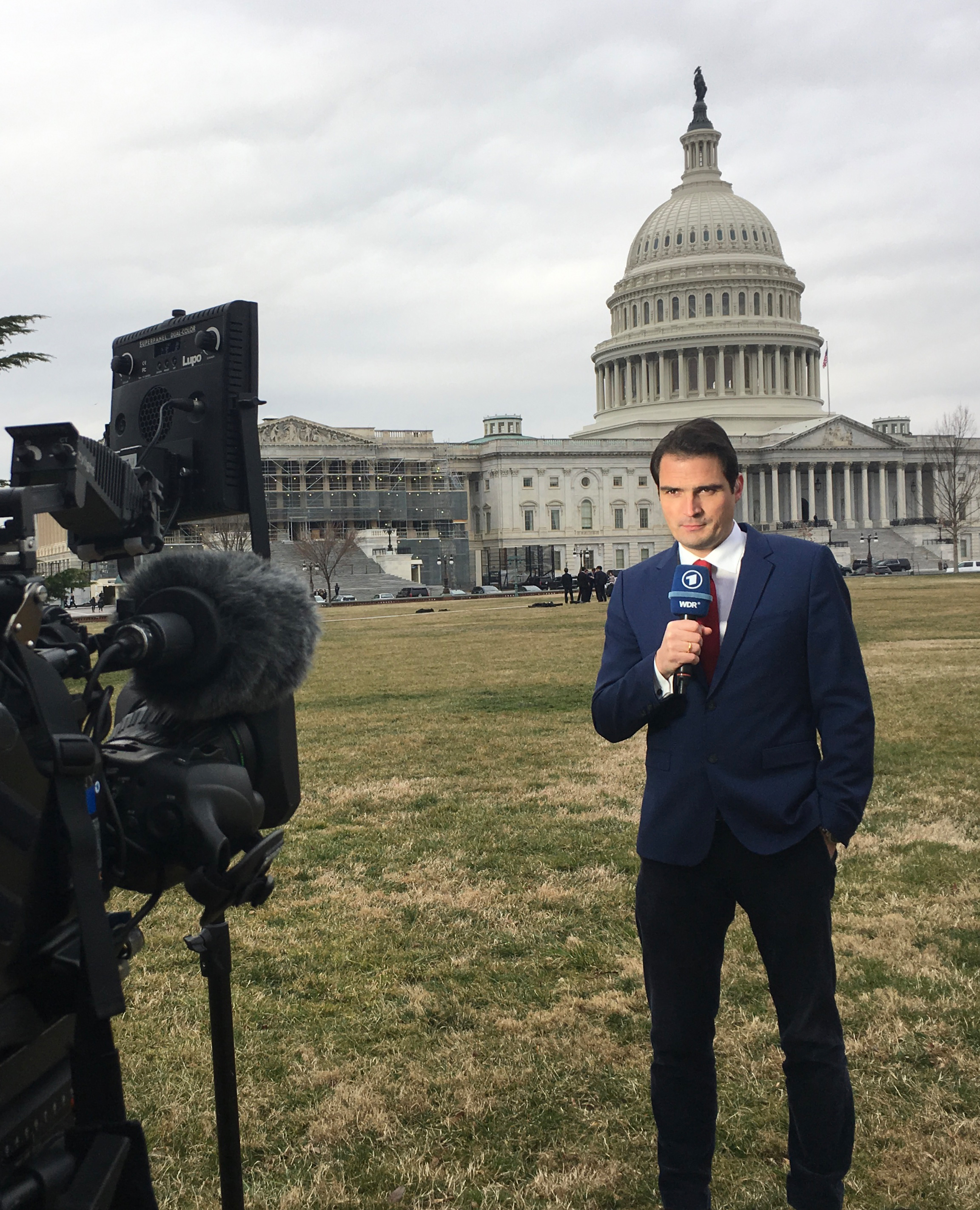
Jan Philipp Burgard während einer Liveschalte vor dem US-Kongress (2019)

Im Januar 2017 wurde Burgard als Nachfolger von Ingo Zamperoni USA-Korrespondent der ARD. Zusätzlich war er bis 2020 stellvertretender Leiter des ARD-Studios in Washington.
Seit April 2021 war Burgard Leiter der Planungsredaktion beim Nachrichtensender Welt. Seit August 2021 ist er Chefredakteur TV und Bewegtbild und stellvertretender Chefredakteur der WeltN24-Gruppe, zu denen neben der gedruckten Tageszeitung Welt auch die Internetseite welt.de gehören. Seit Anfang 2025 ist er als Nachfolger von Ulf Poschardt Chefredakteur der Welt.

### Moderator
Im Ereignis-, Politik- und Dokumentationskanal Phoenix trat Burgard regelmäßig als Moderator in Erscheinung. Die von ihm konzipierte Gesprächssendung Mensch, Amerika! moderierte Burgard seit Februar 2019.
Als Chefredakteur des Fernsehsenders Welt führte Burgard am 8. Dezember 2021 eines der ersten Fernseh-Interviews mit Olaf Scholz als Bundeskanzler.
Seit Januar 2022 moderiert Burgard die politische Talkshow Welt-Talk. Zu seinen Gästen gehörten neben Bundeskanzler Scholz auch Wirtschaftsminister Robert Habeck, Christian Lindner und NATO-Generalsekretär Jens Stoltenberg.
Eine neue Form des Sommerinterviews entwickelte Burgard mit seinem Format Politikergrillen, das seit Juni 2024 bei Welt zu sehen ist. Während dieses Polit-Talks „grillt“ Burgard gemeinsam mit Spitzenpolitikern wie Sahra Wagenknecht, Marie-Agnes Strack-Zimmermann, Cem Özdemir, Markus Söder, Michael Kretschmer, Lars Klingbeil und Hendrik Wüst.
Vor der US-Präsidentschaftswahl 2024 moderierte Burgard die wöchentliche Sendung Weltblick auf Amerika, die über die Entwicklungen im amerikanischen Wahlkampf informierte.

### Buchautor
Als Buchautor beschäftigt sich Burgard mit den Themen Politik, Gesellschaft und Amerika. Sein Buch Ausgeträumt, Amerika? Unterwegs in einem gespaltenen Land kam 2018 in die Spiegel-Bestsellerliste. Sein Buch Mensch, Amerika! erschien im Jahr 2021.

### Privates
Burgard ist verheiratet und Vater zweier Töchter. Er wurde nach eigenen Angaben durch den plötzlichen Tod seines Vaters geprägt, der starb, als Burgard 15 Jahre alt war. „Das hat mir gezeigt, dass man seine Träume nicht zu sehr in die Zukunft verschieben sollte“, sagte er in der WDR-Sendung Kölner Treff.

## Kontroverse um TV-Duell Höcke gegen Voigt
Für bundesweite Aufmerksamkeit sorgte das TV-Duell im April 2024 zwischen den Thüringer Parteivorsitzenden Björn Höcke (AfD) und Mario Voigt (CDU), das Burgard gemeinsam mit Tatjana Ohm moderierte. Bereits vor dem Duell war Burgard kritisiert worden, weil er Höcke „eine Bühne“ biete. Burgard verteidigte sein Format als „Boxring der Demokratie“ und argumentierte, die Strategie des Totschweigens der AfD habe nicht gefruchtet. Nach dem Duell war das Presseecho überwiegend positiv. Der Spiegel schrieb, „die beiden Moderatoren von Welt TV sind gut vorbereitet, sie greifen vor allem Höcke konsequent und mutig an. Sie bringen ihn sogar ins Stottern, als er sich nicht mehr recht an eine besonders menschenfeindliche Aussage aus seinem eigenen Buch erinnern will. Das hat man von Journalisten auch schon anders erlebt.“ Auch Focus, Cicero, Süddeutsche Zeitung und Zeit hoben Burgards Moderation hervor. Während des Duells behauptete Höcke, nicht gewusst zu haben, dass es sich bei der Losung „Alles für Deutschland“, die er 2021 in Sachsen-Anhalt auf einer Wahlkampfveranstaltung gerufen hatte, um eine verbotene NS-Parole handelte. Er sagte, es sei ein Allerweltsspruch. Dazu schrieb die Süddeutsche Zeitung: „Moderator Burgard lässt ihm das nicht durchgehen, hakt mehrfach nach, verweist auf den Gerichtsprozess in der kommenden Woche und auf die Tatsache, dass Höcke den Spruch nicht nur einmal verwendet hat.“

## Auszeichnungen
Für seine journalistische Arbeit wurde Jan Philipp Burgard mit dem Los Angeles Independent Film Festival Award sowie mit dem RIAS-Medienpreis 2018 und 2022 ausgezeichnet.
Das Medium Magazin wählte ihn 2010 unter die Top-30-Journalisten in Deutschland unter 30 Jahren.
Das Medienmagazin Kress Pro bezeichnete Jan Philipp Burgard als „journalistisches Ausnahmetalent“ und wählte ihn 2016 unter die „25 Macher von morgen, die die Medienbranche künftig prägen“.

## Veröffentlichungen
- Von Obama siegen lernen oder ‚Yes, We Gähn!‘? Der Jahrhundertwahlkampf und die Lehren für die politische Kommunikation in Deutschland. Nomos, Baden-Baden 2011, ISBN 978-3-8329-6670-6.
- Glauben Sie noch an die Liebe? Unerwartete Antworten von Hannelore Elsner, Eckart von Hirschhausen, Michel Friedman, Sonya Kraus, Franz Müntefering, Roger Willemsen und vielen anderen (Mit Justus Bender). C. Bertelsmann, München 2012, ISBN 978-3-570-10143-8
- Moritz-Marco Schröder: Wege in den Traumberuf Journalismus. Deutschlands Top-Journalisten verraten ihre Erfolgsgeheimnisse. Mit praktischem Studienführer. Solibro, Münster 2012, ISBN 978-3-932927-15-7.
- Amerika stellt die Weichen. Die Supermacht im Umbruch (Mit Bodo Hombach). Lingen, Köln 2016, ISBN 978-3-945136-64-5.
- Ausgeträumt, Amerika? Unterwegs in einem gespaltenen Land. Rowohlt, Reinbek bei Hamburg 2018, ISBN 978-3-499-63376-8.
- Mensch, Amerika! Unterwegs in einem Land im emotionalen Ausnahmezustand. Piper, München, 2021, ISBN 978-3-492-07105-5.